# Cabranes
Cabranes es un concejo español de la comunidad autónoma del Principado de Asturias. Limita al norte con Villaviciosa, al sur con Piloña y Nava, al este con Piloña y Villaviciosa y al oeste con Villaviciosa y Nava. Núcleos destacados del municipio son Santa Eulalia, Torazo, Fresnedo, Viñón, Niao, Valbuena, Camás y Xiranes. Cuenta con una población de 1057 habitantes (INE 2020).
Este concejo, al igual que todos sus vecinos, están plenamente inmersos en la Mancomunidad Comarca de la Sidra, y como peculiaridad, en Cabranes, se celebra el Festival del Arroz con Leche.

## Toponimia
En virtud del decreto 118/2005 Archivado el 27 de mayo de 2020 en Wayback Machine. de 17 de noviembre de 2005, publicado en el BOPA del 2 de diciembre, fueron aprobadas las formas oficiales de los topónimos del concejo de Cabranes, pasando a ser oficiales en todos los casos las denominaciones en asturiano. Las denominaciones asturianas son las únicas que podrán aparecer en la señalización viaria y en los mapas oficiales.

## Geografía
El último censo -de 2017- le daba una población de 1058 habitantes, y sus principales localidades son, por número de habitantes: Santa Eulalia capital del concejo, Camás, Torazo, Pandenes y Piñera. Las principales vías de comunicación son la carretera comarcal AS-255 entre Villaviciosa e Infiesto y las locales de 1.º orden AS-334 y AS-335, la primera que va hacia Piloña y la segunda que se une a la AS-255 en el centro del concejo, atravesándolo de oeste a este. Este concejo está a una distancia de la capital del Principado de 47 Kilómetros.
Municipio pequeño de orografía poco accidentada, ya que sus altitudes máximas no superan los 600 metros. Sus cotas más altas son: Incós de 578 metros y el Montaliñu de 546 metros. Cabranes, tiene una docena de riachuelos que discurren dentro del concejo, y destacan por su longitud los ríos: Sales y el Viña.
Es un concejo de carácter rural y ganadero, sus explotaciones son en su mayoría de pequeña extensión, teniendo cierta importancia la explotación de la manzana y de sus bosques.

## Historia

### De la Prehistoria a la Edad Moderna
Sin hallazgos paleolíticos, sus restos tumulares de la época Megalítica no son muy prolíficos, hay tres restos de túmulos, en la línea divisoria con Villaviciosa y otros dos, en los montes Incós y Montaliñu.
En su cultura castreña y de romanización, sólo se ha descubierto un emplazamiento, en la Coroña Castru y otro posible vestigio en el llamado Camino de los Moros.
El Periodo Medieval, sigue siendo un poco oscuro, no encontrando sus orígenes para saber como empezó su historia como concejo, para poder enmarcarlo, tal como ocurrió en otros concejos asturianos. Esta escasez de fuentes escritas, se atenúan con los restos arqueológicos de tipo eclesiásticos, como son los de la iglesia de Gramedo atribuidos sus orígenes al año 846 y la de Santa Eulalia. En lo referente a los enclaves defensivos de esta época, son los de La Cobertoria, La Coroña Castru y la torre del Cueto, aunque todos estos restos no están cronológicamente muy bien fechados.
En el siglo XIII, empieza a tenerse una idea más clara sobre estas tierras. La instalación del monasterio de Valdediós, debió de tener una gran influencia sobre todo el territorio. Durante este siglo el municipio de Cabranes ya empieza a aparecer consolidado, pero no todavía con sus límites actuales. Ya que su organización administrativa, no tiene en esta época la importancia que tenían otros concejos, ya que era simplemente un concejo rural y de vía de paso de Villaviciosa al Puerto de Tarna.
En los siglos XIV y XV había un gran influjo monástico. El monasterio de Santa María de Valdedios fundado en el siglo XIII, alcanza su máximo desarrollo con su propia organización administrativa, pero también hay una gran influencia de la aristocracia laica, así el poderoso don Rodrigo Álvarez de las Asturias, figura importante de la época, tenía grandes derechos sobre parte de este concejo, dejando en su testamento heredades al monasterio de San Vicente.
También empieza a destacar el influjo de la pequeña nobleza local, pero están en continuos enfrentamientos familiares.
En el siglo XVI, se destaca la desamortización hecha por Felipe II, que estuvo a punto de poner fin al monasterio de San Vicente y a su predominio sobre el coto de Camás, donde tenían unas prerrogativas que hacía marcar este territorio como independiente dentro del área, así administraba justicia tanto civil como criminal, o de vasallaje que debían las gentes de la zona al monasterio. Pero las alegaciones interpuestas impidieron su desvinculación. Esta influencia del monasterio, comienza a desaparecer en el último tercio del siglo venidero.

### Edad Contemporánea
En el siglo XIX, este territorio sigue enclavado en su ambiente rural, sólo cabe destacar el monasterio de San Vicente, que sigue manteniendo su influencia sobre el Coto de Camas que desaparecerá completamente como zona independiente, en él último tercio del siglo, incorporándose en todos sus aspectos al concejo de Cabranes. Su evolución industrial fue casi inexistente, en parte debido a su aislamiento y en parte por su exclusión de las principales vías de comunicación.
En el siglo XX, este concejo estuvo marcado por su emigración, descrita ya en su evolución demográfica. La guerra civil no tuvo especial trascendencia en el municipio y el paso del tiempo no ha podido modificar su carácter rural.

## Demografía
Cuenta con una población de 1097 habitantes (INE 2024).
| Gráfica de evolución demográfica de Cabranes entre 1842(1) y 2021                                                                                            |
| |
| (1) En este censo se denominaba Cabanes Población de derecho según los censos de población del INE Población de hecho según los censos de población del INE. |

La población que tiene actualmente (2017) es de unos 1058 habitantes, cifra que es la menor que tiene desde el siglo XVIII. Su máximo lo alcanza en 1910, con una población de 3750 personas, produciéndose tal caída demográfica por culpa de la emigración, diferenciando dentro de ella dos etapas distintas, según las necesidades de la época. En un primer momento hacia 1950 su población se dirigió hacía los países de Ultramar, como Cuba, México, Argentina, y Santo Domingo, cambiando en un segundo periodo a destinos más cercanos, como fue el centro de la región, a las zonas industrializadas, Gijón, Avilés y las cuencas mineras.
Sus consecuencias fueron, un despoblamiento y una inversión de la pirámide de población. Teniendo un gran envejecimiento, así el 37% tiene más de 60 años y la presencia de parejas jóvenes es sólo del 17%. Hay que destacar un porcentaje muy elevado de población inactiva ya jubilada que es el 40%.

## Economía
El mayor número de ocupaciones, viene dado por la ganadería y sus derivados la leche y la carne. Ahora empieza a destacar el sector servicios, debido a la apertura de hospedajes rurales y otras actividades turísticas. Su industria es escasa, dedicándose más a los productos básicos.

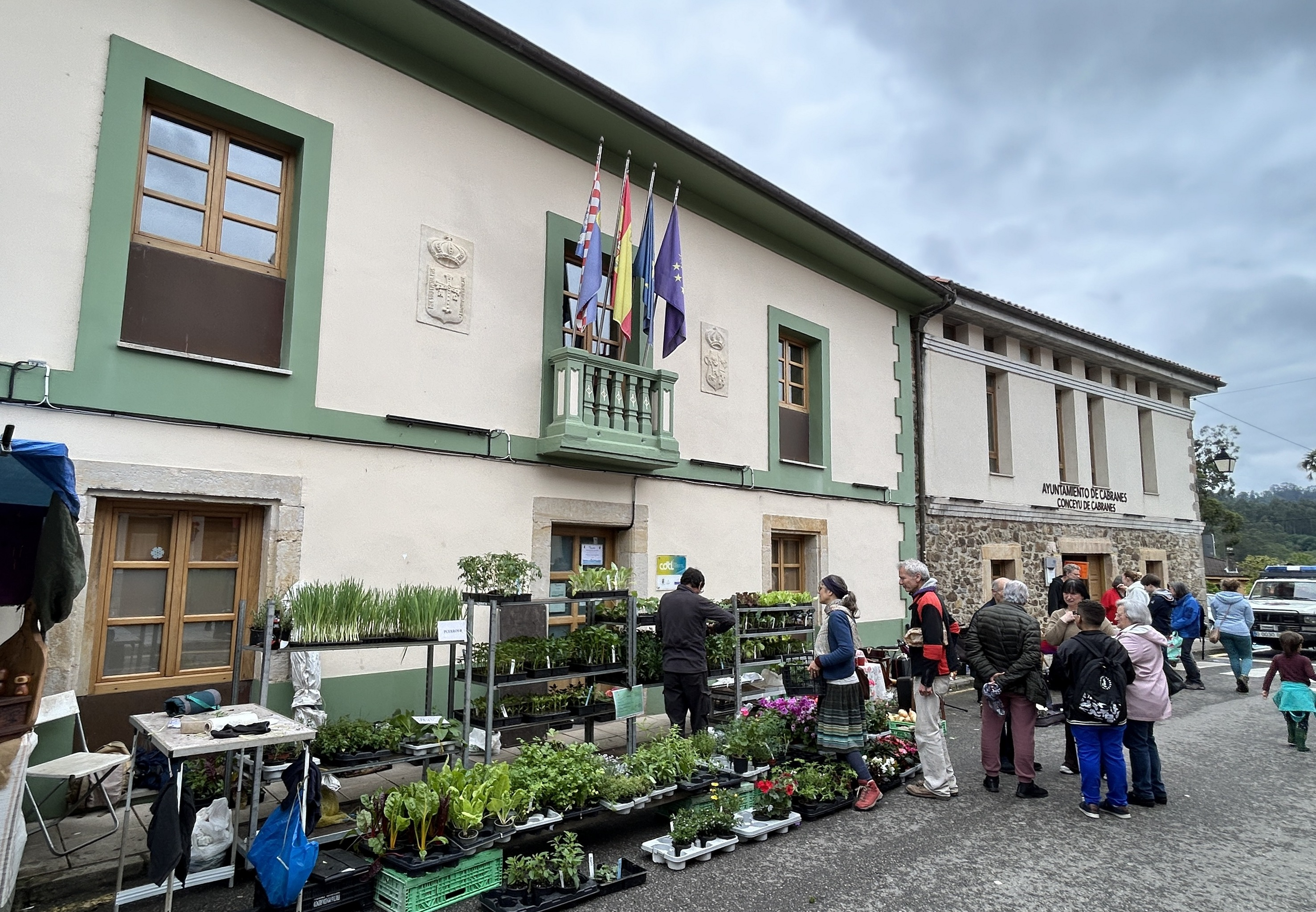
Ayuntamiento de Cabranes

Cuenta con un polígono industrial en Santa Eulalia, en el cual existe un vivero para empresas de nueva creación.

## Administración y política

### Gobierno municipal
En el concejo de Cabranes, desde 1979, el partido que más tiempo ha gobernado ha sido el PP. A pesar de ello, el actual alcalde es el socialista Gerardo Fabián, concejal desde 2003 y que obtiene la mayoría absoluta en 2015, después de sustituir en 2014 a Benjamín Prida debido al fallecimiento de éste, quien a su vez había reemplazado al vencedor de las elecciones municipales de 2011, Alejandro Vega. Vega, que revalidaba entonces la alcaldía obtenida por mayoría absoluta en 2003, se vio obligado a dejar el puesto tras ser elegido diputado autonómico.
| Periodo   | Nombre                       | Partido | Partido                                    |
| --------- | ---------------------------- | ------- | ------------------------------------------ |
| 1979-1983 | Joaquín Alejo Lloris Calle   |         | Unión de Centro Democrático (UCD)          |
| 1983-1989 | Joaquín Alejo Lloris Calle   |         | Alianza Popular (AP)                       |
| 1989-2000 | Joaquín Alejo Lloris Calle   |         | Partido Popular (PP)                       |
| 2000-2003 | José Antonio Alonso Sanfeliz |         | Partido Popular (PP)                       |
| 2003-2013 | Alejandro Vega Riego         |         | Federación Socialista Asturiana (FSA-PSOE) |
| 2013-2014 | Benjamín Prida Cuesta        |         | Federación Socialista Asturiana (FSA-PSOE) |
| 2014-act. | Gerardo Fabián Fernández     |         | Federación Socialista Asturiana (FSA-PSOE) |

| Partido político    | Partido político                                                    | 1979   | 1983   | 1987   | 1991   | 1995   | 1999   | 2003   | 2007   | 2011   | 2015   | 2019   | 2023   |
| Partido político    | Partido político                                                    | Ediles | Ediles | Ediles | Ediles | Ediles | Ediles | Ediles | Ediles | Ediles | Ediles | Ediles | Ediles |
|                     | Federación Socialista Asturiana (FSA-PSOE)                          | 3      | 4      | 2      | 4      | 3      | 3      | 6      | 8      | 8      | 7      | 6      | 6      |
|                     | Alianza Popular (AP)-Partido Popular (PP)                           | 0      | 7      | 7      | 5      | 6      | 4      | 2      | 1      | 0      | 1      | 1      | 3      |
|                     | Unión de Centro Democrático (UCD)-Centro Democrático y Social (CDS) | 8      | 0      | 0      | —      | —      | —      | —      | —      | —      | —      | —      | —      |
|                     | Unión Renovadora Asturiana (URAS)-Partíu Asturianista (PAS)         | —      | —      | —      | —      | —      | 2      | 1      | —      | —      | —      | —      | —      |
|                     | Foro Asturias (FAC)                                                 | —      | —      | —      | —      | —      | —      | —      | —      | 1      | 1      | —      | —      |
|                     | Vecinos x Cabranes                                                  | —      | —      | —      | —      | —      | —      | —      | —      | —      | —      | 2      | —      |
| Total de concejales | Total de concejales                                                 | 11     | 11     | 9      | 9      | 9      | 9      | 9      | 9      | 9      | 9      | 9      | 9      |

### Organización territorial
El concejo de Cabranes está formado por 6 parroquias:
- Fresnedo (Fresnéu)
- Gramedo (Graméu)
- Pandenes
- Santa Eulalia (Santolaya)
- Torazo (Torazu)
- Viñón

## Cultura

### Arte
En el concejo de Cabranes, hay que diferenciar entre su arquitectura de tipo eclesiástico y de tipo civil, que fue muy importante.
Entre su arquitectura eclesiástica destacaremos:
La iglesia de San Julián de Viñon
Es una mezcla entre el arte prerrománico asturiano y el románico, es Monumento Histórico Artístico. Iglesia de planta rectangular con techumbre casi plana a dos aguas y con una capilla cuadrada, más estrecha que la nave. Su sacristía y el pórtico, son añadidos posteriores. Tenía tres accesos, de los que sólo queda uno. Lo más destacable es su capilla que se abre por un arco de triple rosca, en los laterales hay arquerías ciegas sobre columnas, que no arrancan del suelo, sino de un banco corrido. Los capiteles de las columnas se adornan con diferentes motivos: animales devorando figuras humanas, vegetales entrelazándose, etc.
La iglesia parroquial de Santa Eulalia
Del siglo XV, es un edificio de grandes dimensiones de planta rectangular, de su interior se destaca la imagen de San Francisco de Paula, que goza de gran devoción.
La iglesia de San Martín el Real
De estilo manierista. Es un gran templo de una sola nave, con bóveda de crucería y ábside semi-hexagonal. Tiene una pequeña capilla adosada al muro norte. Tiene dos entradas, una al lado de la entrada principal, donde está el campanario de base cuadrada y otra a un lateral.
Su arquitectura civil de casas y escuelas, son debidas al patrocinio del colectivo indiano que tuvo este concejo. Todas estas obras resultaron de la intervención del Club Cabranense de La Habana que aportaron la ayuda económica para financiarlas. Destacaremos de entre todas ellas:
Las escuelas de Viñón
Edificio austero de arquitectura doméstica. Es de planta baja, con dos aulas una para niñas y otra para niños. El primer piso eran las viviendas de maestros y maestras.
Las escuelas de Santa Eulalia
Edificio modesto y funcional, donde se destaca, como en todos los edificios de este tipo, la separación de sexos, tanto en las entradas, en las aulas, como en los patios de juegos.
El chalet del indiano Alfonso San Feliz
Destacando sus aplicaciones coloristas sobre los muros.
Aparte de otras siete casas repartidas por este concejo, denominadas como arquitectura indiana.

### Museo de la Escuela Rural
El museo se ubica en Viñón, situada a unos 2 km de su capital (Santa Eulalia), en la margen inferior de la carretera Villaviciosa-Infiesto, a 7 km de Villaviciosa y 15 de Nava; acoge la iglesia parroquial, que está bajo la advocación de San Julián, es de estilo románico pero con elementos del prerrománico asturiano y fue declarada Bien de Interés Cultural con categoría de Monumento el 7 de mayo de 1965 (BOE 1-6-1965).
Se aloja el museo en la antigua escuela, que data de 1907 y fue construida según proyecto del arquitecto provincial Javier Aguirre Iturralde. Se trata de un edificio concebido como escuela unitaria, con capacidad para 120 alumnos en el piso inferior, mientras el superior servía como residencia para los maestros y sus respectivas familias.

### Fiestas
Tienen gran cantidad de fiestas, entre las que destacaremos: San Francisco en Santa Eulalia, el Carmen en Arboleya y Torazo, Nuestra Señora en Fresnedo, Santa Ana en Madiedo, La Corbatera en Gramedo y la Jira de Incós.
El declive de la ganadería no impide que se sigan celebrando ferias ganaderas con gran concurrencia de público. Están las ferias de Santa Eulalia, Torazo y Pandenes.
Hay varios eventos de fiestas seculares, como la centenaria procesión y subasta de ramos del Carmen en Torazo que cuenta con una cofradía que remonta su historia a 1776. Una fiesta que está cobrando gran importancia es, el festival del arroz con leche que se celebra durante las fiestas de Santa Eulalia o también a destacar es el desfile de carrozas en Fresnedo.